# Montricher
Montricher (antiguamente en alemán Rogensberg) es una comuna suiza del cantón de Vaud, situada en el distrito de Morges. Limita al norte con la comuna de L'Isle, al este con Mauraz y Pampigny, al sur con Mollens, al suroeste con Berolle y Le Chenit, y al oeste con L'Abbaye.
Hasta el 31 de diciembre de 2007 la comuna formó parte del distrito de Cossonay, círculo de L'Isle.

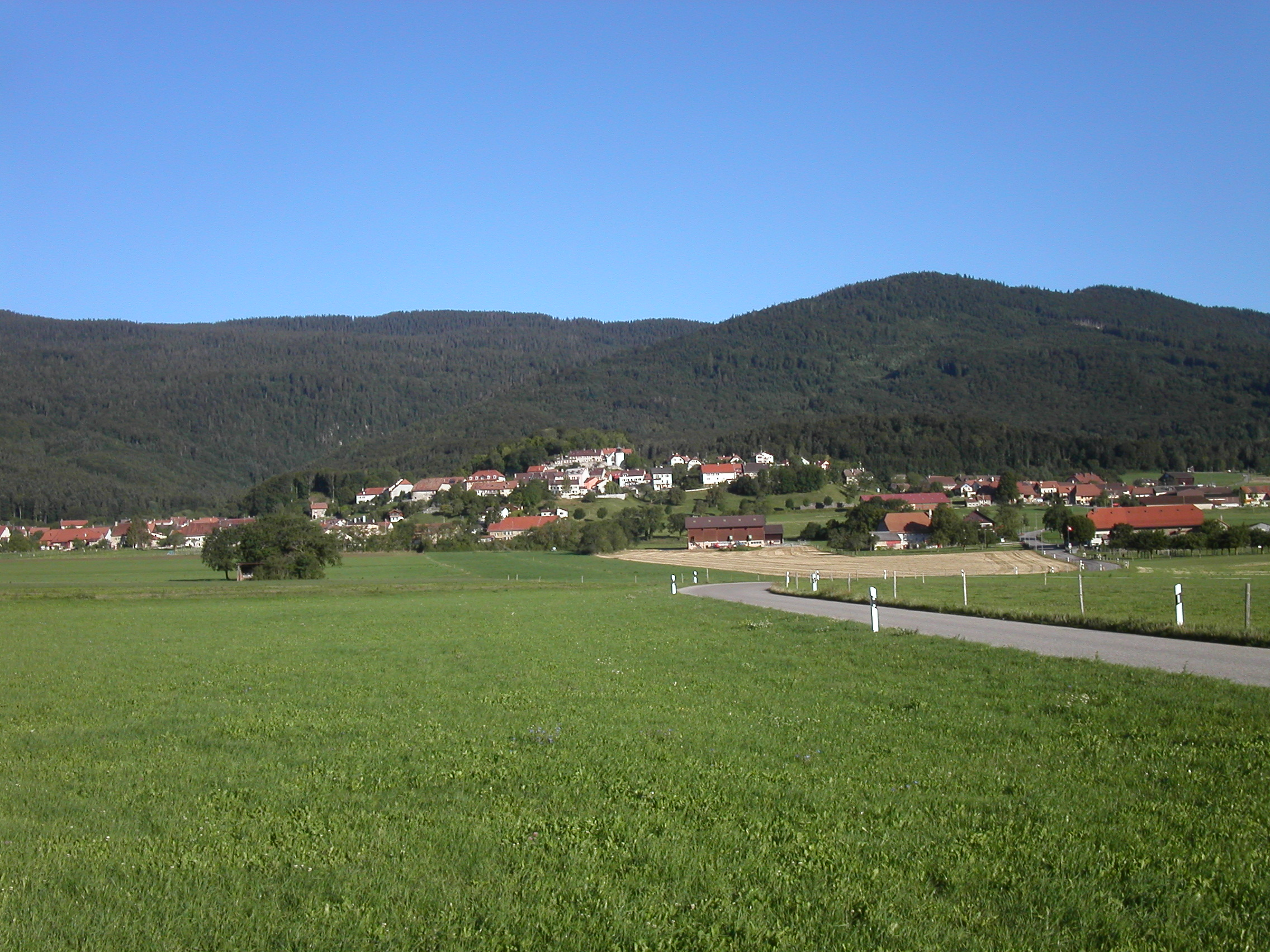
Vista de Montricher.